# Ozone.bg
Ozone.bg е български онлайн магазин, специализиран в продажбата на продукти за забавление и свободно време.
Компанията е известна като един от най-големите инвеститори в електронни спортове в България. Макар и да не е издателство, Ozone традиционно участва в Софийския международен панаир на книгата.
През 2022 г. Ozone.bg купува магазина за фототехника Photo Pavillion, книжарница „БГ Учебник“ и издателство Студио Арт Лайн.

## История
Ozone.bg започва съществуването си през 2008 г., като до 2013 г. се фокусира основно върху продажбата на компютърни игри и аксесоари за тях. От тогава сайтът започва да предлага и други продукти, включително книги, филми и дрехи. Специализацията в компютърните игри все пак остава, като от 2015 г. компанията е дистрибутор на марката Razer.

## Организация
Онлайн магазините се различават от физическите такива по няколко фактора, един от които е наличието на собствени помещения, където да се предлагат стоките, както и на големи складове. Ozone.bg разполага със собствен склад с малки размери, а при нужда наема по-големи временно. От компанията предпочитат складовите помещения да са именно малки и да позволява съхранението на множество видове продукти с различни размери. В общия случай използват складовете на вносители и дистрибутори.

## Инициативи

### Електронни спортове
Според управителя на компанията, екипът на Ozone.bg е „геймърски ориентиран“ и по тази причина се старае да подпомогне електронните спортове. Като дистрибутор на игрите на Blizzard Entertainment компанията организира събития по пускането на части от поредиците World of Warcraft, Diablo III и StarCraft II.
Ozone.bg участва в организацията на редица турнири по електронни спортове. Турнирите включват както игри от типа бойни симулатори като Mortal Kombat, Tekken и Street Fighter, така и стратегии в реално време като StarCraft II.

## Четене
През 2014 г. Ozone.bg участва като партньор в инициатива за насърчаване на четенето сред българските деца. Инициативата „Читателска щафета“ цели да предизвика интереса на децата между шест и 13-годишна възраст към съвременната детска литература.